# Vincent Pajot
Vincent Pajot (ur. 19 sierpnia 1990 w Domont) – francuski piłkarz występujący na pozycji pomocnika we francuskim klubie Annecy FC.

## Kariera klubowa
| Sezon   | Klub               | Kraj    | Rozgrywki | Mecze | Bramki | Rozgrywki Europy | Mecze | Bramki |
| ------- | ------------------ | ------- | --------- | ----- | ------ | ---------------- | ----- | ------ |
| 2007/08 | Stade Rennais FC   | Francja | CFA       | 3     | 0      | –                | –     | –      |
| 2008/09 | Stade Rennais FC   | Francja | CFA       | 10    | 0      | –                | –     | –      |
| 2009/10 | Stade Rennais FC   | Francja | CFA       | 31    | 4      | –                | –     | –      |
| 2010/11 | →US Boulogne(wyp.) | Francja | Ligue 2   | 38    | 6      | –                | –     | –      |
| 2011/12 | Stade Rennais FC   | Francja | Ligue 1   | 20    | 0      | Liga Europy UEFA | 6     | 1      |
| 2012/13 | Stade Rennais FC   | Francja | Ligue 1   | 27    | 0      | –                | –     | –      |
| 2013/14 | Stade Rennais FC   | Francja | Ligue 1   | 14    | 1      | –                | –     | –      |
| 2014/15 | Stade Rennais FC   | Francja | Ligue 1   | 23    | 0      | –                | –     | –      |
| 2015/16 | AS Saint-Étienne   | Francja | Ligue 1   | 28    | 1      | Liga Europy UEFA | 6     | 0      |
| 2016/17 | AS Saint-Étienne   | Francja | Ligue 1   | 21    | 3      | Liga Europy UEFA | 11    | 0      |
| 2017/18 | AS Saint-Étienne   | Francja | Ligue 1   | 20    | 2      | -                | -     | -      |
| 2018/19 | Angers SCO         | Francja | Ligue 1   | 13    | 0      | -                | -     | -      |
| 2019/20 | Angers SCO         | Francja | Ligue 1   | 6     | 0      | -                | -     | -      |
| 2019/20 | FC Metz            | Francja | Ligue 1   | 7     | 0      | -                | -     | -      |
| 2020/21 | FC Metz            | Francja | Ligue 1   | 12    | 0      | -                | -     | -      |

Stan na: koniec sezonu 2020/2021